# ГЕС Малговерт
ГЕС Малговерт (фр. Malgovert) — гідроелектростанція на південному сході Франції, споруджена на річці Ізер (ліва притока Рони), яка бере початок у Грайських Альпах на південь від масиву Монблан.
Машинний зал станції знаходиться в долині Ізеру між ГЕС Viclaire та нижнім резервуаром ГАЕС Сент-Елен. В той же час, вода для роботи ГЕС Малговерт надходить із нижнього балансуючого резервуару станції Брев'єр, котра становить перший ступінь каскаду. Можливо відзначити, що через ГЕС Брев'єр подається не тільки вода Ізеру та його приток, але й ресурс, відібраний із річки Сеніз (італ. Cenischia), яка через Дора-Ріпарія та По відноситься до басейну Адріатичного моря.
Прокладений через гірський масив лівобережжя Ізеру дериваційний тунель від нижнього балансуючого резервуару станції Брев'єр має довжину 14,7 км та діаметр 4,55 метра. Після короткої галереї у 0,3 км з діаметром 3,2 метра він переходить у два напірні водоводи довжиною 1,6 км та змінним діаметром від 2,2 до 2,1 метра.
Машинний зал ГЕС Малговерт обладнано чотирма турбінами типу Пелтон потужністю по 83 МВт, які працюють при створеному дериваційною схемою напорі у 750 метрів. Це забезпечує виробництво 680 млн кВт-год електроенергії на рік.